# Moro (mitología)
En la mitología griega, Moro o Moros (en griego antiguo Μόρος, ‘hado’; en latín Fatum) era la personificación del destino y la muerte como suerte de los hombres. Como abstracción personificada Moro apenas aparece en la mitología y siempre en la poesía épica. La forma femenina de Moro es Moira o Moiras, mucho más utilizado. A veces μόρος va asociado con otros dos sustantivos, ὄλεθρος («destrucción»)  y πεπρωμένη («destino»):
| Sustantivo            | significado                                                         |
| --------------------- | ------------------------------------------------------------------- |
| μόρος (móros)         | suerte, destino, muerte, condenación, fatalidad, desgracia, ruina   |
| ὄλεθρος (ólethros)    | pérdida, ruina, muerte, peste, azote, destrucción                   |
| πεπρωμένη (peproméne) | destino, suerte o predestinación al que está atado un hombre mortal |

En la Teogonía se nos dice que el Hado nació de la Noche sin intervención masculina: «Parió la Noche al maldito Moro, a la negra Ker y a Tánato». En este contexto Hesíodo hace explícita la connotación de tres tipos de ‘muerte’; Moro es la mortalidad o muerte como el destino de los hombres, Ker la muerte violenta en el campo de batalla y Tánato la muerte natural.  Los poetas latinos lo denominan como Fatum y lo imaginan como hijo de la Noche y el Erebo. Moro también aparece en la épica tardía: «se deleitaba la negra Muerte (Ὄλεθρος)» y «Unos a otros se ocasionaban la muerte; se alegraron las Keres y Moro, y la dolorosa Eris, llena de un gran ardor».
En la tragedia nunca se utiliza como teónimo, siempre como sustantivo común. En el Prometeo encadenado el propio Prometeo alega que hizo «que los mortales dejaran de andar pensando en la muerte (μόρος) antes de tiempo». En Las suplicantes se le da otra connotación: «nos atraigamos como terrible huésped al muy funesto dios vengador de los crímenes (θεός πανώλεθρος, theós panôlethros) que ni en el Hades deja libre al muerto». En un fragmento también se lo menciona, como una suerte de predestinación: «Un hombre no muere por las muchas heridas que le atraviesan su pecho, ni por sentarse en la chimenea de su casa escapa más a su destino (πεπρώμενον μόρος, peprômenon móros)».
Junto con Tánatos es asociado como el jinete del caballo pálido en el Apocalipsis.